# 紀伊細川駅
紀伊細川駅（きいほそかわえき）は、和歌山県伊都郡高野町大字細川にある南海電気鉄道高野線の駅。標高363 m（橋本駅との高低差は+271 m）。駅番号はNK84。

## 歴史
- 1928年（昭和3年）6月18日：高野山電気鉄道が高野下駅 - 神谷駅（現・紀伊神谷駅）間で開業した際に、細川駅として設置[1]。
- 1930年（昭和5年）3月1日：紀伊細川駅に改称。
- 1947年（昭和22年）3月15日：社名変更により、南海電気鉄道の駅となる。
- 2000年（平成12年）10月：駅業務を子会社の南海ビルサービスに委託[2][3]。
- 2009年（平成21年）2月6日：紀伊清水駅、学文路駅、九度山駅、高野下駅、下古沢駅、上古沢駅、紀伊神谷駅、極楽橋駅、高野山駅、紀ノ川橋梁、丹生川橋梁、鋼索線とともに近代化産業遺産（高野山参詣関連遺産）に指定される[4][5]。
- 2012年（平成24年）4月1日：駅ナンバリングが導入され、使用を開始[6][7]。
- 2017年（平成29年）10月22日 - 2018年（平成30年）3月30日：台風21号の影響により上古沢駅構内で道床流出が発生[8]し、高野下駅 - 極楽橋駅間が運転見合わせとなる[9][8]。橋本駅 - 高野山駅間でバス代行輸送を実施[10]。
- 2018年（平成30年）3月31日：上古沢駅構内の線路故障の復旧工事が完了し、始発から高野下駅 - 極楽橋駅間の運転を再開[8][11]。
- 2023年（令和5年）10月10日：駅員巡回強化指定駅となり無人駅化。

## 駅構造
交換設備を備えた相対式ホーム2面2線の地平駅。ホーム有効長は2扉車4両。のりば番号は設定されていない。山岳を経由しているため、ホームは傾斜面上にある。
駅舎は難波方面ホーム側にある。極楽橋方面行きホームは構内踏切によって結ばれている。
自動券売機が設置されておらず、乗車時には駅係員から乗車駅証明書を受け取り、下車駅で精算する。便所は水洗式。かつては自動改札機が、PiTaPa・ICOCAなどのICカードに対応していなかったため、常駐の係員に申し出る必要があったが、2017年頃にICカード対応の自動改札機に置き換えられたためその必要はなくなっている。

### のりば
| のりば | 路線   | 方向 | 行先       |
| ------ | ------ | ---- | ---------- |
| 1      | 高野線 | 下り | 高野山方面 |
| 2      | 高野線 | 上り | なんば方面 |

※実際には構内に上記ののりば番号表記はないが、スマートフォン向けアプリ「南海アプリ」では、下りが1番のりば、上りが2番のりばとされている。駅舎側が2番のりばである。

## 利用状況
2024年度の1日平均乗降人員は15人である。南海の駅全体では100駅中98位（両隣の紀伊神谷駅、上古沢駅に次いで3番目に少ない）、高野線の駅（難波駅 - 岸里玉出駅間含む）の中では42駅中40位である。
近年の1日平均乗降人員は下表のとおりである。
| 年度               | 1日平均 乗降人員 | 出典                    |
| ------------------ | ---------------- | ----------------------- |
| 1980年（昭和55年） | 203              | [ 県統計 1 ]            |
| 1985年（昭和60年） | 188              | [ 県統計 1 ]            |
| 1990年（平成02年） | 152              | [ 県統計 1 ]            |
| 1995年（平成07年） | 113              | [ 県統計 1 ]            |
| 2000年（平成12年） | 93               | [ 県統計 1 ]            |
| 2001年（平成13年） | 83               | [ 県統計 1 ]            |
| 2002年（平成14年） | 74               | [ 県統計 1 ]            |
| 2003年（平成15年） | 75               | [ 県統計 1 ]            |
| 2004年（平成16年） | 72               | [ 県統計 1 ]            |
| 2005年（平成17年） | 62               | [ 県統計 1 ]            |
| 2006年（平成18年） | 63               | [ 県統計 1 ]            |
| 2007年（平成19年） | 49               | [ 県統計 1 ]            |
| 2008年（平成20年） | 47               | [ 県統計 1 ]            |
| 2009年（平成21年） | 45               | [ 県統計 1 ]            |
| 2010年（平成22年） | 50               | [ 県統計 1 ]            |
| 2011年（平成23年） | 50               | [ 県統計 1 ]            |
| 2012年（平成24年） | 50               | [ 県統計 1 ]            |
| 2013年（平成25年） | 47               | [ 県統計 1 ]            |
| 2014年（平成26年） | 40               | [ 県統計 1 ]            |
| 2015年（平成27年） | 36               | [ 県統計 1 ]            |
| 2016年（平成28年） | 34               | [ 県統計 1 ]            |
| 2017年（平成29年） | 21               | [ 県統計 1 ]            |
| 2018年（平成30年） | 21               | [ 県統計 1 ] [ 南海 2 ] |
| 2019年（令和元年） | 20               | [ 県統計 1 ] [ 南海 2 ] |
| 2020年（令和02年） | 18               | [ 南海 2 ]              |
| 2021年（令和03年） | 20               | [ 南海 3 ]              |
| 2022年（令和04年） | 20               | [ 南海 4 ]              |
| 2023年（令和05年） | 17               | [ 南海 5 ]              |
| 2024年（令和06年） | 15               | [ 南海 1 ]              |

## 駅周辺
- 八坂神社分社 - 駅前から細川の集落ごと見渡せるものの、かなりの高低差がある。
- 高野町立旧西細川小学校（2005年に廃校） - 校舎は現存しており、NPOなどが使っている[13]。
- 駅周辺には、自動販売機がない。

## 隣の駅
南海電気鉄道
 高野線
■観光列車「天空」
通過
■快速急行（高野山方面のみ運転）・■急行・■各停
上古沢駅 (NK83) - 紀伊細川駅 (NK84) - 紀伊神谷駅 (NK85)